# Langohr-Streifenhörnchen
Das Langohr-Streifenhörnchen (Tamias quadrimaculatus, Syn.: Neotamias quadrimaculatus) ist eine Hörnchenart aus der Gattung der Streifenhörnchen (Tamias). Es kommt endemisch in der Sierra Nevada im Osten von Kalifornien und im äußersten Westen von Nevada vor.

## Merkmale
Das Langohr-Streifenhörnchen erreicht eine durchschnittliche Kopf-Rumpf-Länge von etwa 13,5 bis 13,8 Zentimetern, die Schwanzlänge beträgt etwa 9,4 bis 10,2 Zentimeter und das Gewicht etwa 78 bis 88 Gramm. Die Rückenfarbe ist Rotbraun und wie bei anderen Arten der Gattung befinden sich auf dem Rücken mehrere dunkle Rückenstreifen, die durch hellere Streifen getrennt und gegenüber den Körperseiten abgegrenzt sind. Es unterscheidet sich von den meisten anderen Arten der Streifenhörnchen vor allem durch seine langen Ohren, die kräftige rotbraune Färbung und den beiden hellen weißen Flecken hinter den Ohren (Postaurikularflecke).

## Verbreitung

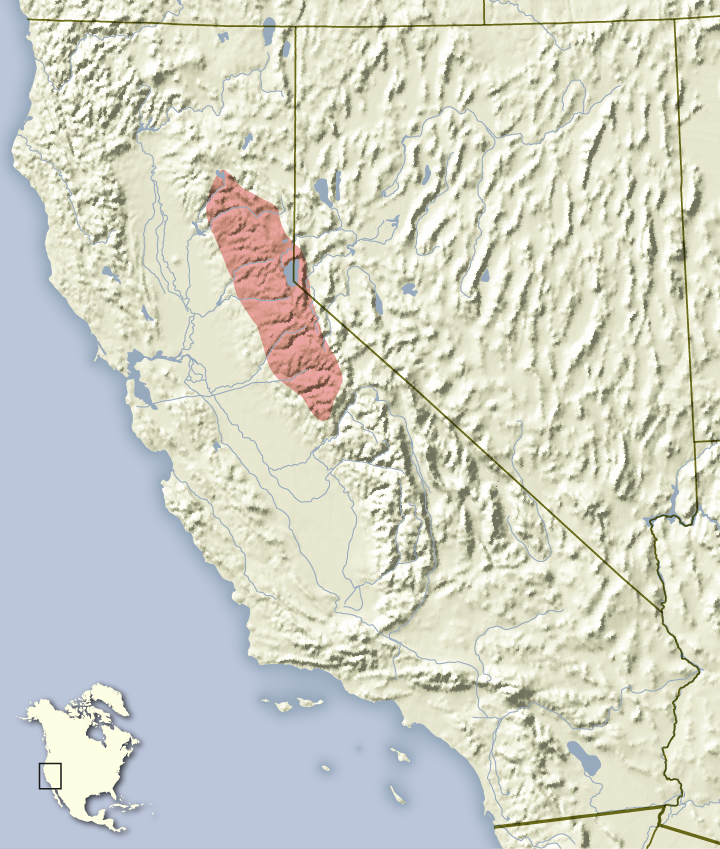
Verbreitungsgebiet des Langohr-Streifenhörnchens

Das Langohr-Streifenhörnchen kommt in der Sierra Nevada im Osten von Kalifornien im Plumas County und Mariposa County sowie im äußersten Westen von Nevada vor.

## Lebensweise
Langohr-Streifenhörnchen leben vor allem in gemischten Nadelwaldbeständen von Gelb-Kiefern (Pinus ponderosa), Gewöhnlicher Douglasie (Pseudotsuga menziesii) und Zucker-Kiefern (Pinus lambertiana). Dabei bevorzugen sie dichte Waldbestände oder aufgelockerte Wälder mit dichtem Unterholz, Totholz, abgeworfenem Lauf und Ästen und Baumstümpfen.
Die Art ist tagaktiv und primär bodenlebend, kann jedoch auch in Bäume und Gebüsche klettern. Die Tiere ernähren sich vor allem herbivor von Pilzen, Samen und Früchten. Die Zusammensetzung der Nahrung variiert regional, den Hauptbestandteil stellen jedoch im Boden wachsende Pilze vor Samen der Nadelbäume dar. Hinzu kommen andere Pflanzenteile sowie Insekten als ergänzende Nahrung. Dabei legen sie Nahrungsspeicher an. Die Hörnchen überwintern vom November bis in den späten März, wobei sie sich in der Zeit von den Samenspeichern ernähren. Die Art ist sehr aktiv und weniger territorial als andere Streifenhörnchen, jedoch sind die Tiere und vor allem die Männchen während der Paarungszeit gegenüber Artgenossen aggressiv. Das Kommunikationsrepertoire besteht aus einer Reihe verschiedener „chips“ und „chucks“, abhängig vom Hintergrund der Rufe. Häufig sind Schwanzzuckungen mit Rufen verbunden, vor allem bei Alarmrufen. Die Territorien umfassen bei den Männchen durchschnittlich 0,88 ha, bei den Weibchen durchschnittlich 0,48 ha. Die Individuendichten liegen dabei etwa bei einem Tier pro Hektar.
Die Paarungszeit liegt bei dieser Art zwischen dem späten April und dem frühen Mai, die Tragzeit beträgt etwa 31 Tage und die Jungtiere werden entsprechend Ende Mai bis Juni geboren. Die Anzahl der Jungtiere pro Wurf variiert von zwei bis sechs Tieren, dabei kommt nur ein Wurf pro Jahr vor.
Prädatoren für die Art sind bis auf den Angriff einer Klapperschlange nicht nachgewiesen, als Kleinsäuger werden die Tiere jedoch wahrscheinlich von verschiedenen Raubtieren, Greifvögeln und Schlangen erbeutet. Als Parasiten wurden neben Zecken (Demacentor andersoni und Haemaphysalis leporispalustris)  und vor allem Flöhen (Catallagia culleni, Diamanus montanus, Oropsylla idahoensis, Monopsyllus eumolpi und Monopsyllus ciliatus) auch das Bakterium Yersinia pestis, Erreger der Pest, nachgewiesen.

## Systematik

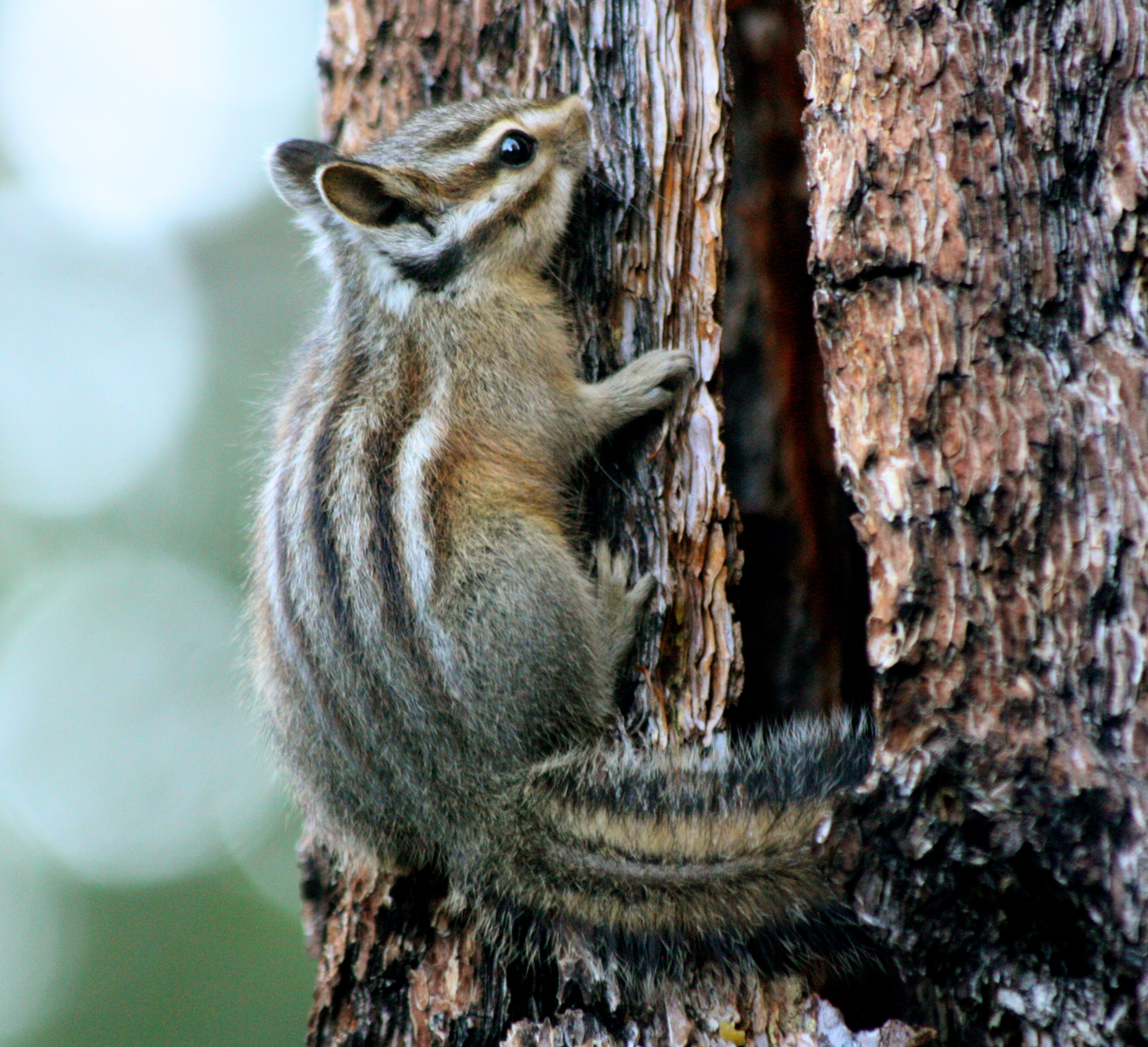
Langohr-Streifenhörnchen (Tamias quadrimaculatus)

Das Langohr-Streifenhörnchen wird als eigenständige Art innerhalb der Gattung der Streifenhörnchen (Tamias) eingeordnet, die aus 25 Arten besteht. Die wissenschaftliche Erstbeschreibung stammt von dem britischen Naturforscher John Edward Gray aus dem Jahr 1867, der es anhand von Individuen aus dem Michigan Bluff im Placer County in Kalifornien beschrieb.
1985 wurde die Art im Rahmen einer Revision durch Levenson et al. mit allen anderen Streifenhörnchen der Gattung Tamias zugeschlagen. Innerhalb dieser wird das Sonoma-Streifenhörnchen gemeinsam mit den meisten anderen Arten der Untergattung Neotamias zugeordnet, die auch als eigenständige Gattung diskutiert wird. Das Langohr-Streifenhörnchen wird innerhalb der Gattung einer Verwandtschaftsgruppe um das Townsend-Streifenhörnchen (Tamias townsendii) zugeordnet, die als townsendii-Gruppe bezeichnet wird. Die Artengruppe neben dem dieser Art und dem Townsend-Streifenhörnchen sieben weitere Arten: T. senex, T. ochrogenys, T. siskiyou, T. merriami, T. sonomae, T. obscurus und T. dorsalis.
Innerhalb der Art werden neben der Nominatform keine Unterarten unterschieden.

## Status, Bedrohung und Schutz
Das Langohr-Streifenhörnchen wird von der International Union for Conservation of Nature and Natural Resources (IUCN) als „nicht gefährdet“ (Least Concern, LC) eingestuft. Begründet wird dies durch das relativ große Verbreitungsgebiet von mehr als 20.000 km2 und das regelmäßige Vorkommen, bestandsgefährdende Risiken sind nicht bekannt.

## Belege
1. 1 2 3 4 5 6 7 8 9  Richard W. Thorington Jr., John L. Koprowski, Michael A. Steele: Squirrels of the World. Johns Hopkins University Press, Baltimore MD 2012; S. 332–333. ISBN 978-1-4214-0469-1.
2. 1 2  Neotamias quadrimaculatus in der Roten Liste gefährdeter Arten der IUCN 2015.4. Eingestellt von: A.V. Linzey, NatureServe (G. Hammerson), 2008. Abgerufen am 18. Juni 2016.
3. 1 2  Tamias (Neotamias) quadrimaculatus In: Don E. Wilson, DeeAnn M. Reeder (Hrsg.): Mammal Species of the World. A taxonomic and geographic Reference. 2 Bände. 3. Auflage. Johns Hopkins University Press, Baltimore MD 2005, ISBN 0-8018-8221-4.
4. ↑  Robin G. Clawson, Joseph A. Clawson, Troy L. Best: Tamias quadrimaculatus. Mammalian Species 469, 1994.
5. ↑  Howard Levenson, Robert S. Hoffmann, Charles F. Nadler, Ljerka Deutsch, Scott D. Freeman: Systematics of the Holarctic Chipmunks (Tamias). Journal of Mammalogy 66 (2), Mai 1985, S. 219–242, doi:10.2307/1381236.
6. ↑  Bruce D. Patterson, Ryan W. Norris: Towards a uniform nomenclature for ground squirrels: the status of the Holarctic chipmunks. Mammalia 80 (3), Mai 2016; S. 241–251 doi:10.1515/mammalia-2015-0004
7. ↑  Antoinette J. Piaggio, Greg S. Spicer: Molecular Phylogeny of the Chipmunk Genus Tamias Based on the Mitochondrial Cytochrome Oxidase Subunit II Gene. Journal of Mammalian Evolution 7 (3), September 2000, S. 147–166, doi:10.1023/A:1009484302799. (Volltext)
8. ↑  Antoinette J. Piaggio, Greg S. Spicer: Molecular Phylogeny of the Chipmunks Inferred from Mitochondrial Cytochrome b and Cytochrome Oxidase II Gene Sequences. Molecular Phylogenetics and Evolution 20 (3), September 2001, S. 335–350, doi:10.1006/mpev.2001.097. (Volltext)